# AntiCMOS
AntiCMOS – wirus komputerowy tzw. sektora rozruchowego. Został odkryty po raz pierwszy w gminie Lenart w Słowenii. Na wiosnę 1995 roku wirus został rozpowszechniony stamtąd do Ameryki Północnej. AntiCMOS jest dość standardowym wirusem i jako jeden z nielicznych pozostał „w stanie dzikim” do 2005 roku.
Nazwa AntiCMOS pochodzi od jego działania, tzn. ma zamierzony efekt usunięcia wszystkich informacji CMOS. Jednak efekt nie występuje ze względu na występujące błędy w kodzie wirusa. Przestarzały charakter wariantów zagrożeń spowodowanych przez wirusa sprawia, że istnieje niewielkie prawdopodobieństwo, że AntiCMOS będzie kiedykolwiek niebezpiecznym zagrożeniem.

## AntiCMOS.B
AntiCMOS.B jest wirusem tzw. sektora rozruchowego. Został wydzielony w połowie 1995. Podobnie jak AntiCMOS.A, AntiCMOS.B stał się dość powszechny na całym świecie. Wirus ten powodował np. zainfekowanie dyskietek i wywoływał wyświetlanie się tekstu:
```
I am Li Xibin
```

Dodatkowo AntiCMOS.B próbuje grać melodię, co jest jego cechą charakterystyczną.

## AntiCMOS.C
AntiCMOS.C jest również wirusem tzw. sektora rozruchowego i jednym z gatunków wirusów rodziny AntiCMOS. W odróżnieniu od AntiCMOS.B, AntiCMOS.C istniał przez bardzo krótki czas i teraz uznawany jest za całkowicie przestarzały.